# ASCII Media Works
ASCII Media Works (アスキー・メディアワークス, Asukī Media Wākusu) is een Japanse uitgeverij.
Het bedrijf werd op 1 april 2008 opgericht na een fusie tussen ASCII Corporation en MediaWorks. Het werd op 1 oktober 2013 een interne bedrijfsdivisie van Kadokawa Corporation.
ASCII Media Works publiceert onder andere tijdschriften, manga en computerspellen. Enkele voorbeelden van tijdschriften zijn ASCII Cloud, Character Parfait, Denkgeki Aracde Game, Dengeki Bunko Magazine, Dengeki Hobby Magazine, Hoshi Navi, MacPeople, Sylph, Ubuntu Magazine Japan en Weekly ASCII. Gepubliceerde spellen van het bedrijf zijn typisch visuele romans (ook wel visual novels).